# Fredy Barten
Fredy Barten (* 30. Juni 1891 in Rostock; † 3. März 1972) war ein deutscher Film- und Fernsehschauspieler, der in vielen DEFA- und DFF-Filmproduktionen mitwirkte.

## Leben
Nach seiner Schauspielausbildung in Hannover hatte er ab 1931 diverse Engagements an verschiedenen Berliner Bühnen. Barten wirkte auch schon in frühen Tonfilmen wie Stärker als Paragraphen (1936) in kleinen Nebenrollen mit, wurde aber erst nach dem Ende des Zweiten Weltkrieges für größere Produktionen gebucht. Zu seinen über 30 Film- und Fernsehproduktionen zählen auch Spielfilmklassiker wie Der Untertan von 1951 und die deutsch-sowjetische Ko-Produktion Goya von 1971.

## Filmografie (Auswahl)
- 1949: Unser täglich Brot
- 1949: Quartett zu fünft
- 1951: Die Meere rufen
- 1951: Der Untertan
- 1952: Sein großer Sieg
- 1953: Die Unbesiegbaren
- 1953: Die Geschichte vom kleinen Muck
- 1954: Kein Hüsung
- 1954: Stärker als die Nacht
- 1954: Der Fall Dr. Wagner
- 1954: Pole Poppenspäler
- 1955: Wer seine Frau lieb hat …
- 1955: Ein Polterabend
- 1956: Die Fahrt nach Bamsdorf
- 1956: Das tapfere Schneiderlein
- 1956: Der Hauptmann von Köln
- 1957: Zwei Mütter
- 1957: Das singende, klingende Bäumchen
- 1958: Die Elenden (Les misérables)
- 1958: Der Prozeß wird vertagt
- 1959: Kabale und Liebe
- 1960: Papas neue Freundin (TV)
- 1960: Fernsehpitaval: Der Fall René Levacher alias… (Fernsehreihe)
- 1961: Schneewittchen
- 1963: An französischen Kaminen
- 1963: For Eyes Only
- 1963: Jetzt und in der Stunde meines Todes
- 1964: Der geteilte Himmel
- 1964: Das Lied vom Trompeter
- 1964: Der fliegende Holländer
- 1965: Chronik eines Mordes
- 1965: … nichts als Sünde
- 1965: Solange Leben in mir ist
- 1966: Alfons Zitterbacke
- 1968: Heroin
- 1968: Der Mord, der nie verjährt
- 1969: Jungfer, Sie gefällt mir
- 1969: Seine Hoheit – Genosse Prinz
- 1971: Goya

## Hörspiele
- 1960: Anna und Friedrich Schlotterbeck: An der Fernverkehrsstraße 106 (Telegraphist) – Regie: Theodor Popp (Rundfunk der DDR)